# Женская волейбольная Евролига 2011
3-й розыгрыш женской волейбольной Евролиги — международного турнира по волейболу среди женских национальных сборных стран-членов ЕКВ — проходил с 27 мая по 16 июля 2011 года с участием 12 команд. Финальный этап был проведён в Стамбуле (Турция). Победителем турнира в 3-й раз подряд стала сборная Сербии.

## Команды-участницы
Беларусь, Болгария, Венгрия, Греция, Израиль, Испания, Румыния, Сербия, Турция, Франция, Хорватия, Чехия.

## Система проведения розыгрыша
Соревнования состоят из предварительного и финального этапов. На предварительном этапе 12 команд-участниц разбиты на три группы. В группах команды играют с разъездами в два круга спаренными матчами. В финальный этап выходят победители групповых турниров и Турция (хозяин финала). Если сборная Турции первенствует в своей группе, то вакантное место участника финального этапа получает лучшая команда из числа занявших в группах вторые места. Финальный этап проводится по системе плей-офф.
За победы со счётом 3:0 и 3:1 команды получают по 3 очка, за победы 3:2 — по 2 очка, за поражения 2:3 — по 1 очку, за поражения 0:3 и 1:3 — 0.

## Предварительный этап
В колонках В (выигрыши) в скобках указано число побед со счётом 3:2, в колонке П (поражения) — поражений со счётом 2:3.

### Группа А
| М | Команда | 1               | 2               | 3               | 4               | И  | В      | П     | С/П   | О  |
| - | ------- | --------------- | --------------- | --------------- | --------------- | -- | ------ | ----- | ----- | -- |
| 1 | Сербия  |                 | 3:2 3:0 3:0 3:1 | 3:0 3:0 3:1 3:0 | 3:0 3:0         | 12 | 12 (1) | 0     | 36:4  | 35 |
| 2 | Франция | 2:3 0:3 0:3 1:3 |                 | 1:3 3:0 3:2 3:0 | 3:0 3:0 3:1 3:1 | 12 | 7 (1)  | 5 (1) | 25:19 | 21 |
| 3 | Испания | 0:3 0:3 1:3 0:3 | 3:1 0:3 2:3 0:3 |                 | 2:3 3:1 3:0 3:0 | 12 | 4      | 8 (2) | 17:26 | 14 |
| 4 | Греция  | 0:3 0:3         | 0:3 0:3 1:3 1:3 | 3:2 1:3 0:3 0:3 |                 | 12 | 1 (1)  | 11    | 6:35  | 2  |

27—28 мая.  Гвадалахара.
Испания — Франция 3:1 (17:25, 25:20, 25:23, 25:18); 0:3 (23:25, 20:25, 18:25).
27—28 мая.  Кладово.
Сербия — Греция 3:0 (25:11, 25:14, 25:15); 3:0 (25:14, 25:21, 25:22).
3—4 июня.  Мюлуз.
Франция — Греция 3:0 (25:15, 25:10, 25:22); 3:0 (28:26, 25:21, 25:15).
3—4 июня.  Лас-Пальмас.
Испания — Сербия 0:3 (22:25, 18:25, 24:26); 0:3 (17:25, 20:25, 17:25).
11—12 июня.  Суботица.
Сербия — Франция 3:2 (25:13, 19:25, 19:25, 25:22, 17:15); 3:0 (25:16, 25:16, 25:17).
11—12 июня.  Пиргос.
Греция — Испания 3:2 (25:20, 20:25, 25:7, 22:25, 15:12); 1:3 (21:25, 21:25, 25:22, 18:25).
17—18 июня.  Сен-Дье-де-Вож.
Франция — Сербия 0:3 (21:25, 21:25, 18:25); 1:3 (18:25, 25:23, 21:25, 24:26).
17—18 июня.  Вильянова.
Испания — Греция 3:0 (26:24, 25:18, 25:11); 3:0 (25:21, 26:24, 25:10).
25—26 июня.  Ксанти.
Греция — Франция 1:3 (18:25, 25:22, 21:25, 17:25); 1:3 (20:25, 25:17, 17:25, 23:25).
25—26 июня.  Белград.
Сербия — Испания 3:1 (25:14, 21:25, 25:9, 25:10); 3:0 (25:17, 25:21, 25:22).
8—9 июля.  Селеста.
Франция — Испания 3:2 (25:17, 13:25, 23:25, 25:22, 15:7); 3:0 (25:21, 25:21, 25:20).
9—10 июля.  Ханья.
Греция — Сербия 0:3 (11:25, 16:25, 22:25); 0:3 (10:25, 23:25, 12:25).

### Группа В
| М | Команда  | 1               | 2               | 3               | 4               | И  | В      | П      | С/П   | О  |
| - | -------- | --------------- | --------------- | --------------- | --------------- | -- | ------ | ------ | ----- | -- |
| 1 | Болгария |                 | 1:3 3:1         | 3:1 3:0         | 3:2 3:0 3:1 3:0 | 12 | 10 (1) | 2      | 32:13 | 29 |
| 2 | Чехия    | 3:1 1:3         |                 | 3:0 2:3 3:0 3:2 | 3:0 3:0 3:1 3:0 | 12 | 9 (1)  | 3 (1)  | 31:14 | 27 |
| 3 | Венгрия  | 1:3 0:3         | 0:3 3:2 0:3 2:3 |                 | 1:3 3:1 3:2 3:2 | 12 | 4 (3)  | 8 (1)  | 17:31 | 10 |
| 4 | Израиль  | 2:3 0:3 1:3 0:3 | 0:3 0:3 1:3 0:3 | 3:1 1:3 2:3 2:3 |                 | 12 | 1      | 11 (3) | 12:34 | 6  |

27—28 мая.  Раанана.
Израиль — Венгрия 3:1 (25:18, 25:15, 18:25, 25:21); 1:3 (22:25, 25:27, 25:19, 22:25).
27—28 мая.  Свитави.
Чехия — Болгария 3:1 (16:25, 25:21, 25:21, 25:21); 1:3 (25:18, 20:25, 26:28, 26:28).
3—4 июня.  Сомбатхей.
Венгрия — Болгария 1:3 (21:25, 19:25, 25:22, 23:25); 0:3 (19:25, 16:25, 23:25).
3—4 июня.  Раанана.
Израиль — Чехия 0:3 (19:25, 13:25, 24:26); 0:3 (16:25, 21:25, 16:25).
10—11 июня.  Простеёв.
Чехия — Венгрия 3:0 (25:11, 25:14, 27:25); 2:3 (19:25, 25:18, 24:26, 28:26, 16:18).
10—11 июня.  Самоков.
Болгария — Израиль 3:2 (20:25, 22:25, 25:23, 25:23, 15:11); 3:0 (25:22, 25:19, 25:16).
17—18 июня.  Будапешт.
Венгрия — Чехия 0:3 (19:25, 15:25, 27:29); 2:3 (15:25, 25:20, 25:13, 17:25, 14:16).
17—18 июня.  Раанана.
Израиль — Болгария 1:3 (13:25, 25:22, 21:25, 24:26); 0:3 (2025, 21:25, 7:25).
24—25 июня.  Самоков.
Болгария — Венгрия 3:1 (25:17, 23:25, 25:18, 25:18); 3:0 (25:15, 25:11, 25:16).
24—25 июня.  Свитавы.
Чехия — Израиль 3:1 (17:25, 25:15, 25:20, 25:20); 3:0 (30:28, 25:11, 25:16).
8—9 июля.  Дебрецен.
Венгрия — Израиль 3:2 (14:25, 25:27, 25:19, 25:22, 15:8); 3:2 (23:25, 17:25, 25:22, 25:23, 17:15).
8—9 июля.  Самоков.
Болгария — Чехия 1:3 (26:28, 12:25, 25:18, 25:20); 3:1 (19:25, 27:25, 25:20, 25:19).

### Группа С
| М | Команда  | 1               | 2               | 3               | 4               | И  | В     | П      | С/П   | О  |
| - | -------- | --------------- | --------------- | --------------- | --------------- | -- | ----- | ------ | ----- | -- |
| 1 | Турция   |                 | 3:0 3:0 1:3 3:0 | 3:1 3:0 3:1 1:3 | 3:0 3:0         | 12 | 10    | 2      | 32:8  | 30 |
| 2 | Румыния  | 0:3 0:3 3:1 0:3 |                 | 3:2 3:0 3:2 3:1 | 3:0 3:1 3:0 0:3 | 12 | 8 (2) | 4      | 24:19 | 22 |
| 3 | Беларусь | 1:3 0:3 1:3 3:1 | 2:3 0:3 2:3 1:3 |                 | 3:0 3:0 3:2 3:1 | 12 | 5 (1) | 7 (2)  | 22:25 | 16 |
| 4 | Хорватия | 0:3 0:3         | 0:3 1:3 0:3 3:0 | 0:3 0:3 2:3 1:3 |                 | 12 | 1     | 11 (1) | 7:33  | 4  |

27—28 мая.  Констанца.
Румыния — Хорватия 3:0 (25:12, 25:22, 25:14); 3:1 (25:11, 20:25, 25:19, 25:15).
28—29 мая.  Анкара.
Турция — Беларусь 3:1 (25:15, 23:25, 25:19, 25:21); 3:0 (26:24, 26:24, 29:27).
4—5 июня.  Орду.
Турция — Румыния 3:0 (25:13, 25:20, 25:19); 3:0 (25:20, 28:26, 25:22).
4—5 июня.  Минск.
Беларусь — Хорватия 3:0 (25:19, 29:27, 25:18); 3:0 (25:12, 25:23, 25:23).
10—11 июня.  Славонски-Брод.
Хорватия — Турция 0:3 (16:25, 22:25, 23:25); 0:3 (15:25, 23:25, 14:25).
11—12 июня.  Минск.
Беларусь — Румыния 2:3 (25:20, 19:25, 25:22, 16:25, 13:15); 0:3 (21:25, 17:25, 26:28).
17—18 июня.  Констанца.
Румыния — Турция 3:1 (23:25, 25:21, 25:22, 25:22); 0:3 (17:25, 23:25, 16:25).
18—19 июня.  Славонски-Брод.
Хорватия — Беларусь 2:3 (20:25, 20:25, 25:22, 25:23, 11:15); 1:3 (17:25, 25:17, 19:25, 17:25).
25—26 июня.  Минск.
Беларусь — Турция 1:3 (25:20, 15:25, 21:25, 19:25); 3:1 (25:23, 27:25, 20:25, 25:18).
25—26 июня.  Осиек.
Хорватия — Румыния 0:3 (25:27, 21:25, 24:26); 3:0 (27:25, 25:23, 25:14).
8—9 июля.  Стамбул.
Турция — Хорватия 3:0 (25:22, 25:18, 25:20); 3:0 (25:19, 25:17, 25:16).
8—9 июля.  Констанца.
Румыния — Беларусь 3:2 (25:27, 25:14, 20:25, 26:24, 15:7); 3:1 (17:25, 25:17, 25:18, 27:25).

## Финальный этап
15—16 июля.  Стамбул

### Полуфинал
15 июля
Сербия — Чехия 3:0 (25:18, 25:17, 25:22)
Турция — Болгария 3:0 (25:18, 25:21, 25:22)

### Матч за 3-е место
16 июля
Болгария — Чехия 3:0 (25:21, 28:26, 25:23).

### Финал
16 июля
Сербия — Турция 3:0 (25:17, 25:21, 25:23).

## Итоги

### Положение команд
| Сербия          |
| Турция          |
| Болгария        |
| 4. Чехия        |
| 5—6. Румыния    |
| 5—6. Франция    |
| 7—9. Беларусь   |
| 7—9. Испания    |
| 7—9. Венгрия    |
| 10—12. Израиль  |
| 10—12. Хорватия |
| 10—12. Греция   |

Сербия и Турция получили путёвки на Гран-при-2012.

### Призёры
Сербия: Ана Лазаревич, Йована Бракочевич, Саня Малагурски, Наташа Крсманович, Тияна Малешевич, Брижитка Молнар, Ана Антониевич, Майя Огненович, Надя Нинкович, Милена Рашич, Сильвия Попович, Сузана Чебич. Главный тренер — Зоран Терзич.
  Турция: Асуман Каракоюн, Гёзде Кырдар-Сонсырма, Гизем Гюрешен, Эргюл Авджи, Полен Услупехливан, Бахар Токсой, Гюльдениз Онал, Нериман Озсой, Эда Эрдем, Селиме Ильясоглу, Неслихан Дарнель, Озге Кырдар. Главный тренер — Марко Аурелио Мотта.
  Болгария: Диана Ненова, Добриана Рабаджиева, Габриэла Коева, Ева Янева, Кремена Каменова, Христина Русева, Мария Каракашева, Мария Филипова, Элица Василева, Страшимира Филипова, Эмилия Николова, Лора Китипова. Главный тренер — Драгутин Балтич.

### Индивидуальные призы
MVP:  Йована Бракочевич
Лучшая нападающая:  Йована Бракочевич
Лучшая на подаче:  Эда Эрдем
Лучшая на приёме:  Сарка Барборкова
Лучшая связующая:  Майя Огненович
Лучшая либеро:  Гизем Гюрешен
Самая результативная:  Гелена Гавелкова